# Тасшокы (Бухар-Жырауский район)
Тасшокы́ (каз. Тасшоқы) — село в Бухар-Жырауском районе Карагандинской области Казахстана, входит в состав Тогузкудукского сельского округа. 

## География
Населённый пункт расположен в центральной части Бухар-Жырауского района, в 9,7 километрах (по автодороге) к северу от административного центра сельского округа села Тогузкудык, в 16,5 километрах к юго-западу от районного центра посёлка Ботакара и в 51 километрах к северо-востоку от областного центра города Караганда. Соседние сёла: Тогузкудык в 8 километрах к югу, Ботакара в 9 километрах к северо-востоку. Транспортное сообщение осуществляется автомобильной дорогой областного значения КМ-14 «Караганда—Тогызкудук—Ботакара км 0-54». Высота центра — 546 метров над уровнем моря.

## Население
| Численность населения | Численность населения | Численность населения | Численность населения |
| 1989                  | 1999                  | 2009                  | 2021                  |
| --------------------- | --------------------- | --------------------- | --------------------- |
| 361                   | ↘347                  | ↘304                  | ↘270                  |

национальный состав
Процентное соотношение численно-преобладающих национальностей села согласно переписи населения 1989 года:
| Национальность | Процентное соотношение |
| -------------- | ---------------------- |
| казахи         | 39 %                   |
| чеченцы        | 32 %                   |
| другие         | 29 %                   |